# 8657 Cedrus
A 8657 Cedrus (ideiglenes jelöléssel 1990 QE9) a Naprendszer kisbolygóövében található aszteroida. Eric Walter Elst fedezte fel 1990. augusztus 16-án.